# Parastephos occatum
Parastephos occatum är en kräftdjursart som beskrevs av Damkaer 1971. Parastephos occatum ingår i släktet Parastephos och familjen Stephidae. Inga underarter finns listade i Catalogue of Life.